# 纽约风格披萨
纽约风格披萨（英語：New York-style pizza）是手工制作的大型薄饼，通常以宽片外卖形式销售。该披萨外沿有一圈松脆的面壳。在顶料下的面饼十分松软，使其能够对折食用。该披萨饼风格由纽约市二十世纪早期的披萨风格演化而来。而现在纽约风格披萨被用来指能在纽约州，紐澤西州，康乃狄克州可以买到的披萨。具地区风格的各式披萨可以在美国东北部及其它地方买到。

## 历史
美国的第一家披萨饼店由Gennaro Lombardi于1905年在美国纽约市的小意大利内建立。他是一名从意大利那不勒斯来到美国的披萨师傅。他在1897年开办了一家食品店并在八年后获得纽约州政府颁发的销售披萨许可。该店的一个雇员名为Antonio Totonno Pero负责制作披萨并以5美分一片的价格出售。而当时很多人无法支付一片披萨的价格便提供他们可以提供的物品交换相应大小的披萨。